# Machalí
Machalí est une ville et une commune du Chili faisant partie de la province de Cachapoal, elle-même rattachée à la Région O'Higgins. En 2012, sa population s'élevait à 44 566 habitants. La superficie de la commune est de 2 586 km2 (densité de 17 hab./km2). La commune est créée en 1891.

## Géographie
Machalí se trouve dans la Vallée centrale du Chili à environ 100 kilomètres au sud de la capitale Santiago et 5 kilomètres à l'est de Rancagua capitale de la province de Cachapoal. La commune compte quatre agglomérations urbaines : Machali, El Guindal, Santa Teresita et Coya. La plus grande partie du territoire est constituée d'une zone montagneuse faisant partie de la Cordillère des Andes et la population se concentre dans la vallée du rio Cachapoal en particulier immédiatement à l'est de Racangua.

## Économie
Plusieurs mines sont en activité dont la mine de cuivre d'El Teniente qui avec une production d'un demi-million de tonnes de métal raffiné est la plus grande exploitation de ce type. Située au cœur de la Cordillière des Andes à 2 300 mètres d'altitude elle est en activité depuis 1905 et comporte 2 400 km de galeries. La mine emploie 4 750 mineurs . Une ville, Sewell, édifiée dans la montagne pour héberger les mineurs, n'est plus utilisée et a été classée au patrimoine mondial de l'UNESCO.

## Équipements et services
Sur le territoire de la commune se trouve la Réserve nationale du Rio Los Cispreses d'une superficie de 36 882 hectares créée en 1985 dans la vallée d'un affluent du rio Cachapoal.

Position de Machalí (en rouge) au sein de la Province de Cachapoal.

## Galerie

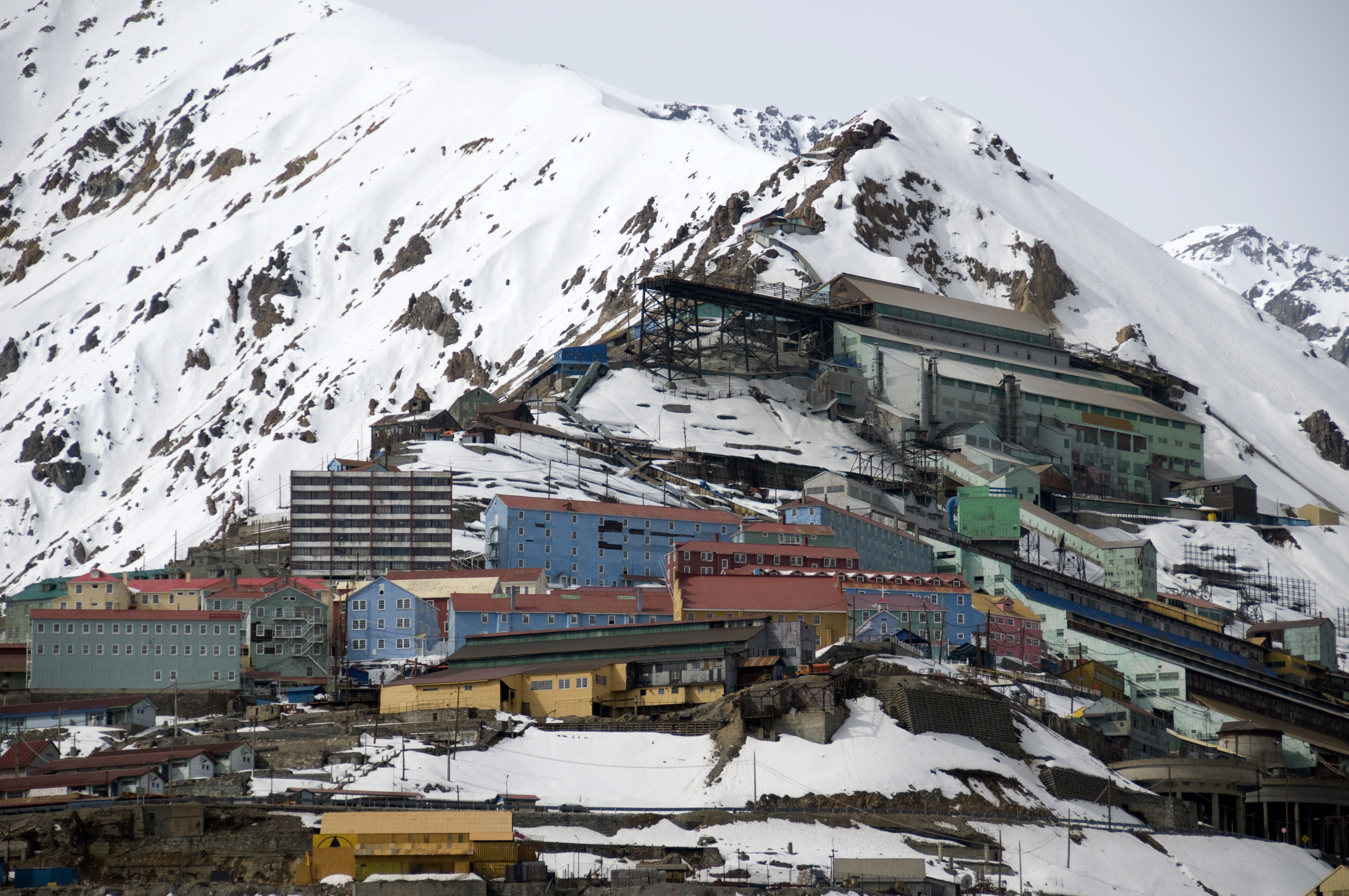
Ville minière de Sewell
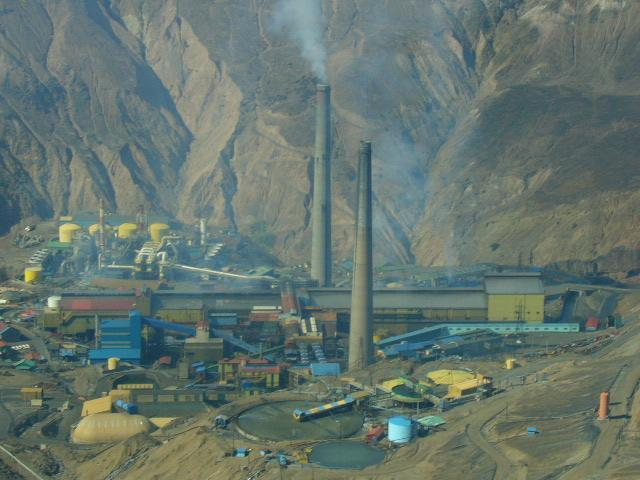
Fonderie de cuivre d'El Teniente
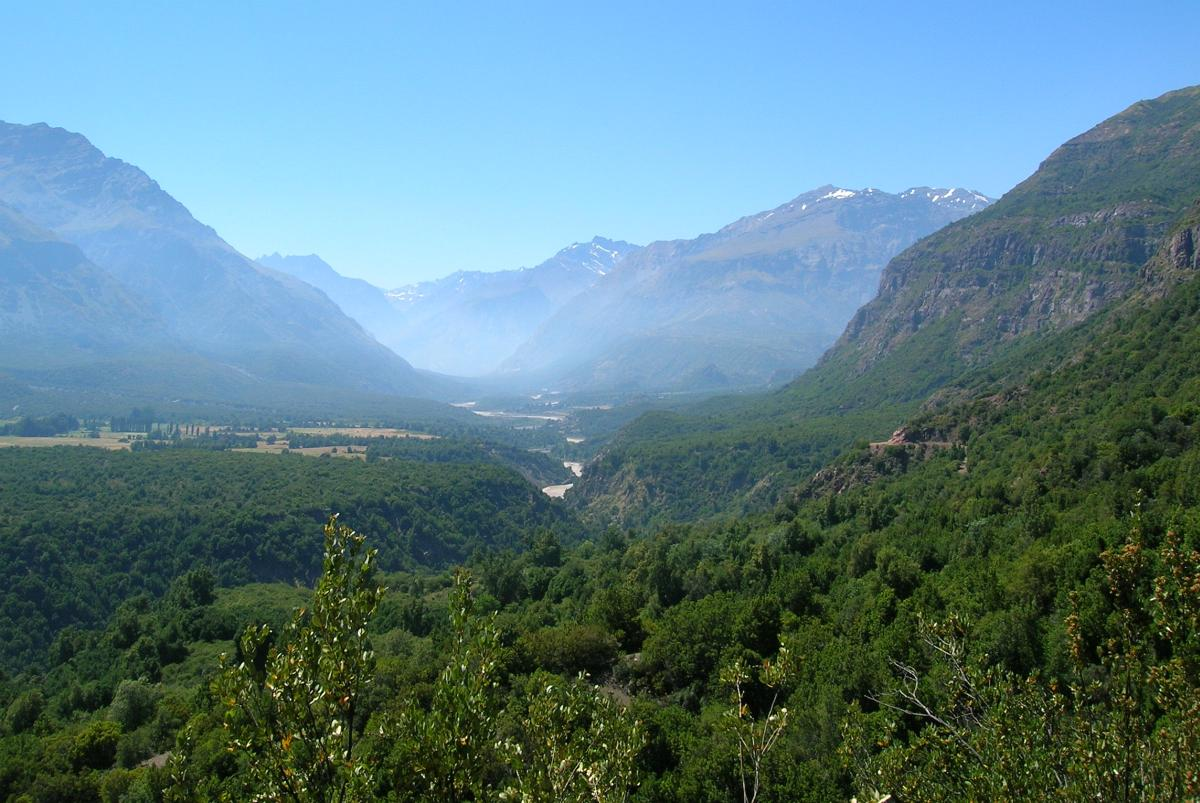
Réserve nationale de Rio Cipreses